# Aritz Lasa Murua
Aritz Lasa Murua (Urretxu, Guipúscoa, 3 d'agost de 1983) és un pilotaire basc, davanter en la modalitat de frontó a mà.
Va formar-se a la Societat Esportiva Goierri d'Urretxu. En el seu darrer any abans de donar el salt com a professional, 2006, va consolidar-se com el millor jugador amateur del moment. El 4 de maig de 2007 fitxa per l'empresa Frontis, passant a Aspe en 2009. Va retirar-se el 22 de desembre de 2015, després de disputar 364 partides i guanyar-ne 186.
Amb motiu del 50 aniversari del Club de Pilota del Puig, va enfrontar-se a Adrián de Quart en una partida al frontó de la localitat.